# Тошкулов, Абдукодир Хамидович
Абдукодир Хамидович Тошкулов (узб. Abdukodir Hamidovich Toshkulov; род. 29 августа 1976 года, Байсунский район, Сурхандарьинская область, Узбекская ССР, СССР) — узбекский экономист, преподаватель и государственный деятель, доктор экономических наук, профессор. С 14 января 2021 года министр высшего и среднего специального образования Узбекистана.

## Биография
Абдукодир Тошкулов родился 29 августа 1976 года в Байсунском районе Сурхандарьинской области. В 1998 году окончил Термезский государственный университет.
Трудовую деятельность начал преподавателем кафедры финансов и налоговой системы Термезского государственного университета. С 2002 по 2004 год работал научным сотрудником Самаркандского сельскохозяйственного института (ныне Самаркандский институт ветеринарной медицины) и научным сотрудником Научно-исследовательского института рыночных реформ. Затем, с 2004 являлся заведующим финансовым факультетом Термезского государственного университета, а позже заведующим Сурхандарьинским региональным филиалом Института исследований гражданского общества.
В 2006 году становится помощником хокима Сурхандарьинской области по духовно-просветительской работе. Занимал эту должность до 2010 года, одновременно продолжая научно-педагогическую работу. С 2017 года по 2021 год занимал должность ректора Термезского государственного университета.
В 2010 году Абдукодир Тошкулов избран в Законодательную палату Олий Мажлиса Республики Узбекистан II созыва от Либерально-демократической партии Узбекистана, где вошёл в Комитет по законодательству и судебно-правовым вопросам. В 2015 году избран в Законодательную палату Олий Мажлиса Республики Узбекистан III созыва, где также вошёл в Комитет по законодательству и судебно-правовым вопросам. В 2020 году избран в Сенат Олий Мажлиса Республики Узбекистан IV созыва и стал членом Комитета Сената по внешнеэкономическим связям, международным отношениям, иностранным инвестициям и туризму.
11 сентября 2020 года становится членом политического совета Либерально-демократической партии Узбекистана.
14 января 2021 года указом президента Узбекистана Шавката Мирзиёева Абдукодир Тошкулов назначен министром высшего и среднего специального образования Республики Узбекистан, сменив на этом посту Иномжона Маджидова.

## Научная деятельность
Абдукодир Тошкулов является автором более 100 научных работ, в том числе 3 монографий, 4 учебника, более 70 научных статей и диссертаций, более 20 международных сертификатов.